# Christian R. Schmidt

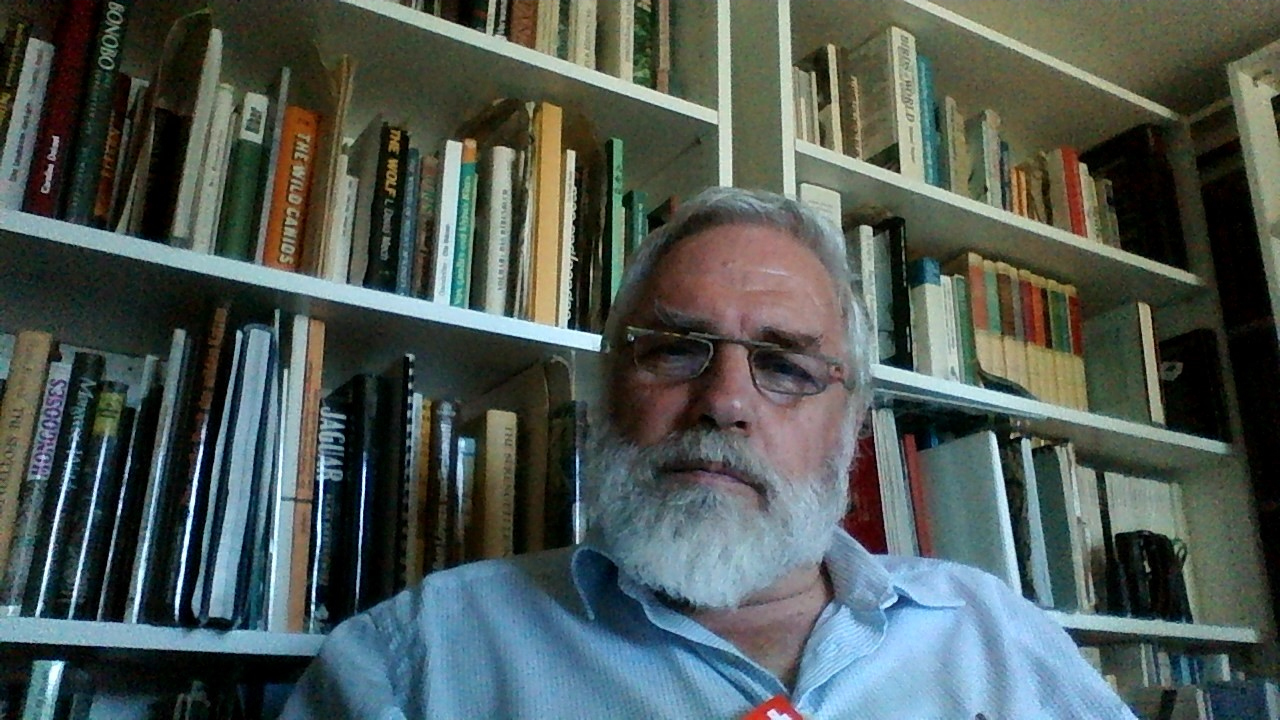
Christian R. Schmidt

Christian R. Schmidt (* 25. Februar 1943 in Zürich, heimatberechtigt in Küsnacht, Kanton Zürich) ist ein Schweizer Zoologe und Verhaltensbiologe. 1985 war er in Antwerpen einer von acht Begründern des Europäischen Erhaltungszuchtprogramms (EEP) für vom Aussterben bedrohte Tierarten, und von 1994 bis 2008 war er Direktor des Frankfurter Zoos.

## Leben
Von 1950 bis 1962 absolvierte Christian Schmidt seine Schulausbildung, die Maturitätsprüfung erfolgte an der Oberrealschule Zürich. Bereits als Schüler unterstützte er ab 1959 im Zoo Zürich ehrenamtlich die Tierpfleger. Auch während seines Biologie-Studiums an der Universität Zürich in den Fächern Zoologie, Anthropologie, Botanik und – als propädeutisches Fach – Paläontologie hielt er Kontakt zum Zoo Zürich, der damals von Heini Hediger geleitet wurde. Hediger, der in Zürich zugleich eine Titularprofessor für Tierpsychologie innehatte, stellte Schmidt 1963 zunächst als wissenschaftlichen Assistenten seiner Tierpsychologischen Abteilung der Universität Zürich am Zoologischen Garten und ab 1966 als vom Zoo bezahlten wissenschaftlichen Assistenten ein. 1976 promovierte Schmidt bei Hediger mit einer Studie über das Verhalten einer Zoogruppe von Halsband-Pekaris (Tayassu tajacu). Bereits ab 1974 und bis 1994 war er am Zoo Zürich als Kurator für Vögel und Säugetiere und ab 1991 zusätzlich drei Jahre lang als stellvertretender Zoodirektor tätig. Zum 15. März 1994 wechselte er als Direktor an den Zoologischen Garten in Frankfurt am Main, den er bis zum 29. Februar 2008 leitete. Auf seiner Website würdigte ihn der Frankfurter Zoo nach seinem Abschied insbesondere für die bauliche Erneuerung und Weiterentwicklung der Tierhäuser: „Dr. Schmidt verwirklichte nach Abriss des alten Katzenhauses den Neubau des Katzendschungels, die Sanierung und Attraktivitätssteigerung der Robbenklippen durch Unterwassereinblicke, die Mähnenwolfpampa und die Planung des Borgoriwaldes für Menschenaffen. Die konzeptionelle Neugestaltung der Informationssysteme mit interaktiven Elementen wurde ebenfalls von Dr. Schmidt angeregt.“ Zur Vorbereitung des Neubaus der von ihm initiierten Menschenaffen-Anlage, die wenige Monate nach dem Ende seiner Amtszeit als „Borgoriwald“ eröffnet wurde, hatte er bereits 1989 drei Monate lang im Zoo von Atlanta das dortige Zoo-Management und das Verhalten der Orang-Utans erkundet. Als Ersatz veralteter Anlagen entstanden während seiner Amtszeit infolge des 1999 vom Magistrat der Stadt Frankfurt und von der Frankfurter Stadtverordnetenversammlung verabschiedeten Zielplanung Zukunft Zoo weitere Neuanlagen und grundlegende Umgestaltungen für insgesamt rund 25 Millionen Euro: Streichelgehege mit Zwergziegen (1994), Helmkasuar-Waldlichtung (1999), Okapi-Gehege (2000), Eulen-Taiga (2000), Zwergotter-Außenanlage (2004), Grzimek-Camp (2004), zweites Okapigehege (2005), Nebelparder-Anlage (2005), Nashorn-Außenanlage (2006), Reitbahn (2006) und Gibbon-Haus (2007).

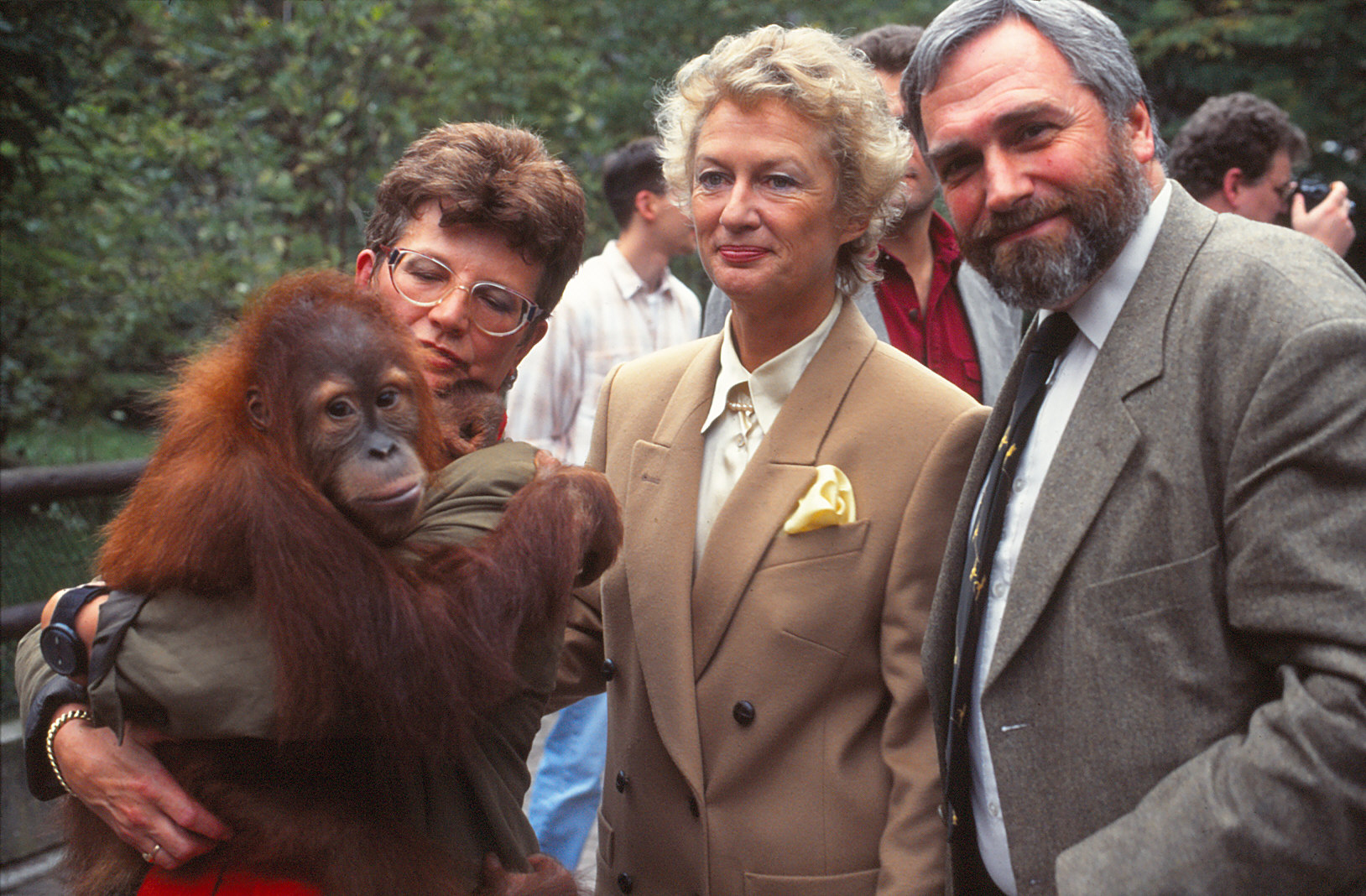
Annemarie Schmidt-Pfister mit Sirih, Petra Roth und Christian Schmidt im Zoo Frankfurt

Neben seiner Tätigkeit für die beiden Zoologischen Gärten hielt Christian Schmidt von 1980 bis 1994 Vorlesungen über Tiergartenbiologie und Artenschutz an der Universität Zürich und später – von 2001 bis 2008 – an der Universität Gießen. Seit 1969 führt er – inzwischen wieder unter Schirmherrschaft vom Zoo Zürich – das im gleichen Jahr von ihm bei der damaligen International Union of Directors of Zoological Gardens angeregte Zuchtbuch für Vikunjas, einer südamerikanischen Art aus der Familie der Kamele, die 1985 auf Schmidts Initiative hin auch zu den ersten 19 Arten des Europäischen Erhaltungszuchtprogramms gehörte. Von 1994 bis 2005 war er zudem als Nachfolger von Rosl Kirchshofer Koordinator des Erhaltungszuchtprogramms für die Westlichen Flachlandgorillas, deren Zuchtbuch am Zoo Frankfurt geführt wird.
Christian Schmidt lebt seit 2008 wieder, gemeinsam mit seiner Ehefrau Annemarie Schmidt-Pfister, in Küsnacht bei Zürich. Das Ehepaar engagiert sich seit vielen Jahren privat für die Zucht von Rhodesian Ridgebacks. Bekannt wurden beide auch als Kinderbuch-Autoren, insbesondere durch das Buch Sirih, kleine Schwester, in dem die Aufzucht mehrerer Menschenaffen-Babys (vor allem des Orang-Utan-Kindes Sirih) in ihrer Privatwohnung geschildert wird; Sirih war im Zoo Zürich von ihrer Mutter nicht angenommen, ihre Ziehmutter kurz darauf vergiftet aufgefunden worden. Christian und Annemarie Schmidt haben drei erwachsene Kinder. Fabian Schmidt, einer der beiden Söhne, war Kurator im Zoo Leipzig und zuständig für das Gondwanaland. Er ist seit 2019 Kurator im Zoo Basel.
Von 1988 bis 1994 war Christian Schmidt Präsident der Freunde der Serengeti Schweiz (FSS), von 1992 bis 1994 Vorsitzender der Schweizer CITES-Kommission, und von 1996 bis 2008 Vizepräsident der Zoologischen Gesellschaft Frankfurt. Seit seiner Rückkehr in die Schweiz gehört er dem Vorstand der Zoologischen Gesellschaft Zürich an.

## Ehrungen
Im September 2007 erhielt Christian Schmidt für seine Verdienste als Mitbegründer des Europäischen Erhaltungszuchtprogramms und für die innovative Neuausrichtung der Zoos in Zürich und Frankfurt am Main den Award for Professional Excellence der European Association of Zoos and Aquaria verliehen.
2015 wurde er zum Ehrenmitglied des Natur- und Tierparks Goldau ernannt. Ferner ist er Ehrenmitglied im Verband der Zoologischen Gärten (VdZ) und in der World Association of Zoos and Aquariums (WAZA).

## Publikationen (Auswahl)
- Der Blaue Neon, Hyphessobrycon simulans Gery 1963, ein neuer Salmler aus Brasilien. In: DATZ. Band 16, Nr. 9, 1963, S. 264–266.
- A Review of Zoo Breeding Programmes for Primates. In: International Zoo Yearbook. Band 24/25, 1986, S. 102–123, doi:10.1111/j.1748-1090.1985.tb02525.x.
- The European Breeding Programme (EEP). In: International Zoo News. Band 34, Nr. 6, London 1987, S. 4–7.
- mit Annemarie Schmidt und Willi Rieser (Illustrationen): Zoo für Kinder. Werd Verlag, Zürich 1988, ISBN 978-3-85932001-7.
- Schweine und Pekaris. In: Grzimeks Enzyklopädie Säugetiere. Band 5: Paarhufer (Artiodactyla), Haussäugetiere, Säugetiere im Zoo. Kindler Verlag, München 1988, S. 18–58, ISBN 978-3-463-42005-9.
- mit Annemarie Schmidt: Das Buch der Tierfamilien: Bären. Kinderbuchverlag Luzern, Aarau 1989, ISBN 978-3-27600056-1.
  - Bears and Their Forest Cousins. Gareth Stevens Pub., Milwaukee 1991, ISBN 978-0-83680684-7.
- mit Annemarie Schmidt: Das Buch der Tierfamilien: Menschenaffen. Kinderbuchverlag Luzern, Aarau 1990, ISBN 978-3-27600092-9.
  - Animal families: Apes. Gareth Stevens Pub., Milwaukee 1992, ISBN 0-8368-0840-1.
- mit Annemarie Schmidt: Das Buch der Tierfamilie: Schweine und Pekaris. Kinderbuchverlag Luzern, Aarau 1991, ISBN 978-3-27600105-6.
  - Animal families: Pigs and Peccaries. Gareth Stevens Pub., Milwaukee 1994, ISBN 0-83681003-1.
- Zum Gedenken an Heini Hediger. In: Der Zoologische Garten (N.F.). Band 63, Nr. 3, 1993, S. 153–158.
- mit Esther N. Signer und Alec John Jeffreys: DNA variability and parentage testing in captive Waldrapp ibises. In: Molecular Ecology. Band 3, Nr. 4, 1994, S. 291–300, doi:10.1111/j.1365-294X.1994.tb00069.x.
- mit Annemarie Schmidt: Sirih, kleine Schwester. Kinderbuchverlag Luzern, Aarau 1996, ISBN 978-3-27600164-3.
- als Herausgeber: Zoo Frankfurt: ein Platz für Tiere und Menschen. Zoologischer Garten, Frankfurt am Main 2003.

## Belege
1. 1 2 3  Kurzbiographie: Dr. Christian R. Schmidt. (Memento vom 23. Januar 2019 im Internet Archive). Im Original publiziert auf zoo-frankfurt.de.
2. ↑  Eintrag Vikunja im Zootier-Lexikon.
3. ↑  Kurzbiographie: Christian R. Schmidt, PhD. (Memento vom 15. Juli 2017 im Internet Archive). Im Original publiziert auf zoovideoarchive.org.
4. ↑  Eintrag Westlicher Gorilla im Zootier-Lexikon.
5. ↑  Der Rhodesian Ridgeback: Kein Hund für jedermann. Auf der Website von Annemarie Schmidt-Pfister und Christian R. Schmidt, zuletzt abgerufen am 10. April 2022.
6. ↑  Was macht eigentlich Sirih? (Memento vom 1. Februar 2019 im Internet Archive) Im Original publiziert auf nzz.ch vom 26. Juli 2014.
7. ↑  Chef über die Dschungelwelt. Auf: tagblattzuerich.ch vom 7. Juli 2015.
8. ↑  Generalversammlung des Natur- und Tierparks Goldau vom 31. August 2015.

| Personendaten    | Personendaten                           |
| ---------------- | --------------------------------------- |
| NAME             | Schmidt, Christian R.                   |
| KURZBESCHREIBUNG | Schweizer Zoologe und Verhaltensbiologe |
| GEBURTSDATUM     | 25. Februar 1943                        |
| GEBURTSORT       | Küsnacht, Kanton Zürich                 |